# Пириметамин
Пириметамин, који се продаје под робном марком Дараприм (и другим именима), је лек који се користи заједно са леуковорином (леуковорин се користи да смањи нежељене ефекте пириметамина; сам по себи нема антипаразитску активност) за лечење паразитских болести токсоплазмозе и цистоизоспоријазе.
Такође се користи са дапсоном као терапија другог избора за превенцију упале плућа изазване Pneumocystis jiroveci код особа са ХИВ/АИДС-ом. Раније се користио за лечење маларије, али се више не препоручује због појаве отпорности.
Пириметамин се узима орално (на уста). Чести нежељени ефекти укључују желудачно-цревне тегобе, тешке алергијске реакције и супресију коштане сржи. Не би требало да га користе особе са дефицитом фолата који је довео до анемије.
Постоји забринутост да може повећати ризик од рака. Иако се повремено користи током трудноће, није јасно да ли је пириметамин безбедан за бебу. Пириметамин се класификује као антагонист фолне киселине. Делује тако што инхибира метаболизам фолне киселине, чиме се омета синтеза ДНК.
Пириметамин је откривен 1952. године, а у медицинску употребу је ушао 1953. године. Налази се на Листи есенцијалних лекова Светске здравствене организације. Од фебруара 2020. године одобрен је као генерички лек у Сједињеним Америчким Државама.

## Медицинска употреба
Пириметамин се обично даје са сулфонамидом и фолинском киселином . 
Користи се за лечење токсоплазмозе, актиномикозе и изоспоријазе, као и за лечење и превенцију упале плућа изазване Pneumocystis jirovecii.

### Токсоплазмоза
Пириметамин се такође користи у комбинацији са сулфадиазином за лечење активне токсоплазмозе.
Ова два лека се везују за исте ензимске мете као и лекови триметоприм и сулфаметоксазол – дихидрофолат редуктазу и дихидроптероат синтазу, редом. 
Пириметамин је такође коришћен у неколико испитивања за лечење ретинохороидитиса . 

### Разматрање трудноће
Пириметамин се такође користи у комбинацији са сулфадиазином за лечење активне токсоплазмозе.
Ова два лека се везују за исте ензимске мете као и лекови триметоприм и сулфаметоксазол – дихидрофолат редуктазу и дихидроптероат синтазу, редом. 

### Маларија
Делује пре свега против Plasmodium falciparum, али и против Plasmodium vivax.
Због појаве сојева P. falciparum отпорних на пириметамин, овај лек се данас ретко користи самостално.
У комбинацији са сулфонамидом дугог дејства, као што је сулфадиазин, некада се широко користио — на пример у препарату Фансидар — иако је отпорност на ову комбинацију у порасту.

## Контраиндикације
Пириметамин је контраиндикован код особа са анемијом услед недостатка фолата . 

## Нежељени ефекти
Када се користе веће дозе, као што је случај у лечењу токсоплазмозе, пириметамин може изазвати гастроинтестиналне симптоме као што су мучнина, повраћање, глоситис (упала језика), анорексија и дијареја.
Осип, који може указивати на реакцију преосетљивости, такође се јавља, посебно када се лек користи у комбинацији са сулфонамидима.
Ефекти на централни нервни систем могу укључивати атаксију (поремећај координације покрета), тремор и нападе (епилептичке).
Од хематолошких нежељених ефеката могу се јавити тромбоцитопенија (смањен број тромбоцита), леукопенија (смањен број белих крвних зрнаца) и анемија.

## Интеракције
Други антифолатни агенси као што су метотрексат и триметоприм могу појачати антифолатно дејство пириметамина, што доводи до потенцијалног недостатка фолата, анемије и других крвних дискразија . 

## Механизам деловања
Пириметамин омета регенерацију тетрахидрофолне киселине из дихидрофолата тако што конкурентно инхибира ензим дихидрофолат редуктазу.
Тетрахидрофолна киселина је неопходна за синтезу ДНК и РНК код многих врста, укључујући и протозое.
Такође је утврђено да смањује експресију протеина SOD1, који је кључан у развоју амиотрофичне латералне склерозе (ALS).

### Остали лекови
Пириметамин се обично даје са фолинском киселином и сулфадиазином. 
- Сулфонамиди (нпр. сулфадиазин) инхибирају дихидроптероат синтетазу, ензим који учествује у синтези фолне киселине из пара-аминобензојеве киселине. Захваљујући томе, сулфонамиди делују синергистички са пириметамином, блокирајући други ензим неопходан за синтезу фолне киселине.  Фолинска киселина (леуковорин) је дериват фолне киселине који се у организму претвара у тетрахидрофолат, примарно активни облик фолне киселине, без ослањања на дихидрофолат редуктазу.  Фолинска киселина смањује нежељене ефекте који су повезани са недостатком фолата код пацијената.

### Механизам отпора
Отпорност на пириметамин је широко распрострањена. Мутације у маларијском гену за дихидрофолат редуктазу могу смањити његову ефикасност.  Ове мутације смањују афинитет везивања између пириметамина и дихидрофолат редуктазе путем губитка водоничних веза и стеричких интеракција. 

## Историја
Америчка научница Гертруд Елион, добитница Нобелове награде, развила је лек у Бурроугхс-Веллцоме (сада део ГлакоСмитхКлине) за борбу против маларије. Пириметамин је доступан од 1953. године. Године 2010. ГлакоСмитхКлине је продао маркетиншка права за Дараприм компанији ЦореПхарма. Импак Лабораториес је покушала да купи ЦореПхарма 2014. и завршила је аквизицију, укључујући Дараприм, у марту 2015. године. У августу 2015. права је откупио Туринг Пхармацеутицалс. Тјуринг је касније постао озлоглашен због контроверзе о повећању цена када је подигао цену дозе лека на америчком тржишту са 13,50 УСД на 750 УСД, што је повећање од 5.500%.

## Друштво и култура

### Економија
У Сједињеним Државама 2015. године, Туринг Пхармацеутицалс је критикован због повећања цене 50 пута, са 13,50 УСД на 750 УСД по таблети, што је довело до цене од 75 000 УСД за курс лечења пријављен у једној болници.

#### Сједињене Америчке Државе
У Сједињеним Државама, 2015. године, када је Туринг Пхармацеутицалс преузела права на маркетинг у САД за Дараприм таблете, Дараприм је постао апотекарски артикал са једним извором и специјализиран, а цена је повећана. Цена месечног курса за особу на дози од 75 мг порасла је на око 75.000 долара месечно у једној болници, или 750 долара по таблети, док је раније била цена од 13,50 долара.
Амбулантни пацијенти више нису могли да набављају лекове у општинској апотеци, већ само преко једне апотеке за издавање, Валгреенс Специалти Пхармаци, а институције више нису могле да наручују од свог општег велетрговца, већ су морале да отворе налог у програму Дараприм Дирецт.. Презентације Ретропхин-а, компаније коју је раније водио Мартин Схкрели, извршни директор Туринга, од које је Туринг стекао права на Дараприм, сугерише да би затворени систем дистрибуције могао спречити конкуренте генеричких лекова да легално добију лекове за студије биоеквиваленције потребне за ФДА одобрење генеричког лека.
Шкрели је бранио повећање цена рекавши: „Ако постоји компанија која је продавала Астон Мартин по цени бицикла, а ми купимо ту компанију и тражимо да наплаћујемо цене Тојоте, не мислим да би то требало да буде злочин.“ Као резултат реакције, Шкрели је ангажовао кризну фирму за односе са јавношћу да нам помогне да објасни кретање свог фонда. Туринг Пхармацеутицалс је 24. новембра 2015. саопштио „да ипак неће снизити каталошку цену тог лека“, али ће понудити програме помоћи пацијентима. Новинар Њујорк Тајмса Ендрју Полак је приметио да су ови програми „стандардни за компаније које продају лекове по изузетно високим ценама. Они омогућавају пацијентима да добију лек док већину трошкова гурају на осигуравајућа друштва и пореске обвезнике.“
Повећање цена критиковале су групе лекара као што су ХИВ Медицине Ассоциатес и Друштво Инфективних болести Америке.
Године 2016, група средњошколаца из Сиднејске граматике, уз подршку Универзитета у Сиднеју, припремила је пириметамин као илустрацију да је синтеза релативно лака, а поскупљење неоправдано. Његов тим је постигао 3,7 г за 20 америчких долара, што би у то време у Сједињеним Државама вредело између 35.000 и 110.000 америчких долара.  Шкрели је рекао да школарци нису конкуренција, вероватно зато што неопходне студије биоеквиваленције захтевају узорак постојећег лека који директно обезбеђује компанија, а не једноставно купљен у апотеци, што Тјуринг може одбити да обезбеди.   Ипак, рад студената је објављен у часописима The Guardian  и Time , као и на ABC Australia , BBC  и CNN  .
Дана 22. октобра 2015. године, компанија Imprimis Pharmaceuticals је објавила да је у Сједињеним Државама ставила на располагање смешене и прилагодљиве формулације пириметамина и леуковорина у капсулама за орално узимање, почевши од само 99 долара за бочицу од 100 комада.  Пириметамин је одобрен као генерички лек у Сједињеним Државама у фебруару 2020. године. 
У јануару 2020. године, Федерална трговинска комисија (FTC) поднела је тужбу против компаније Вјера, „тврдећи да је рађена антиконкурентска шема за очување монопола за лек који спасава животе, Дарaприм“.  Споразум је постигнут у децембру 2021. године. Према АП њузу, нагодба „захтева од Вјере и Финиксуса да обезбеде до 40 милиона долара помоћи током 10 година потрошачима који су наводно преварени њиховим поступцима и захтева од њих да учине Дараприм доступним сваком потенцијалном генеричком конкуренту по цену производње лека“.  Према Law360, извршни директор компаније Кевин Муледи „пристао је на седмогодишњу забрану рада за или држања више од 8% удела у већини фармацеутских компанија“. 

#### Друге земље
У Индији је доступно више комбинација генеричког пириметамина по цени у распону од 0,04 УСД до 0,10 УСД (3–7 рупија).
У УК, исти лек је доступан од ГСК-а по цени од 20 УСД (13 фунти) за 30 таблета (око 0,66 УСД свака).
У Аустралији, лек је доступан у већини апотека по цени од 9,35 УСД (12,99 А$) за 50 таблета (око 0,18 УСД свака).
У Бразилу, лек је доступан за 0,07 Р$ по таблети, или око 0,02 УСД.
У Швајцарској, лек је доступан за 9,45 УСД (9,05 ЦХФ) за 30 таблета (око 0,32 УСД по комаду).

## Истраживање
2011. године, истраживачи су открили да пириметамин може повећати активност β-хексосаминидазе, чиме потенцијално успорава напредовање касно настале Таи-Сацхсове болести. Процењује се у клиничким испитивањима као третман за амиотрофичну латералну склерозу.